# Velordning
Indenfor matematikken betegner en velordning af en mængde {\displaystyle M} en ordning således at enhver ikke tom delmængde af {\displaystyle M} har et mindste element under denne ordning. En mængde sammen med en velordning kaldes en velordnet mængde.
For eksempel er de naturlige tal velordnet under den typiske mindre end eller lig relation {\displaystyle \leq }, men det er de reelle tal ikke, da f.eks. intervallet {\displaystyle (0,1]} ikke har et mindste element under {\displaystyle \leq }.
Alle elementer i en velordnet mængde, på nær et eventuelt største element, har en efterfølger, og dette tillader induktion.
Velordningssætningen siger, at alle mængder kan velordnes. Velordningssætningen er ækvivalent med både udvalgsaksiomet og Zorns lemma, og kan altså tages som aksiom i stedet for disse indenfor ZFC.
| Matematik | Spire Denne artikel om matematik er en spire som bør udbygges. Du er velkommen til at hjælpe Wikipedia ved at udvide den. |